# Clorur d'or(I)
El clorur d'or(I) és un compost químic d'or i clor que té la fórmula química AuCl i és un sòlid de color groc. Es prepara per descomposició tèrmica del clorur d'or(III).

## Reaccions
Encara que hi ha una regió d'estabilitat a les temperatures més altes, aquest compost és metaestable a les condicions ambientals. Quan s'escalfa amb aigua, aquest compost es desproporciona a or metàl·lic i a clorur d'or (III) en una reacció autoredox:
3 AuCl → 2 Au + AuCl₃
La reacció amb bromur de potassi proporciona bromur àuric de potassi i clorur de potàssi amb separació d'or metàl·lic:
3 AuCl + 4 KBr → KAuBr₄ + 2 Au + 3 KCl

## Seguretat
El clorur d'or(I) pot irritar la pell i els ulls, perjudicar el funcionament dels ronyons i reduir el nombre de cèl·lules blanques sanguínies.